# Lagny-le-Sec
Lagny-le-Sec – miejscowość i gmina we Francji, w regionie Hauts-de-France, w departamencie Oise.
Według danych na rok 1990 gminę zamieszkiwały 1892 osoby, a gęstość zaludnienia wynosiła 168 osób/km² (wśród 2293 gmin Pikardii Lagny-le-Sec plasuje się na 144. miejscu pod względem liczby ludności, natomiast pod względem powierzchni na miejscu 370.).